# Bahnstrecke Haditha–Kirkuk
| Streckenverlauf |                      |                     |                     |
| Streckenlänge: | 252 km               |                     |                     |
| Spurweite: | 1435 mm (Normalspur) |                     |                     |
| Streckengeschwindigkeit: | 100 km/h             |                     |                     |
| |                      |                     |                     |
| \| \| 252,1 \| Kirkuk \| Kirkuk \| \| \| 245,0 \| Kirkuk Güterbahnhof \| Kirkuk Güterbahnhof \| \| \| 235,7 \| Al-Thawra \| Al-Thawra \| \| \| 223,0 \| Abu Gasah \| Abu Gasah \| \| \| 203,7 \| Riyadh \| Riyadh \| \| \| 187,0 \| Al-Maraei \| Al-Maraei \| \| \| \| Tigris (zerstört) \| \| \| \| 158,0 \| Fatha \| Fatha \| \| \| \| von Konya \| \| \| \| 145,0 \| Baidschi \| Baidschi \| \| \| \| nach Bagdad \| \| \| \| 122,3 \| Al-Seiniya \| Al-Seiniya \| \| \| 97,0 \| Al-Tharthar \| Al-Tharthar \| \| \| \| Wadi Al-Tharthar \| \| \| \| 80,0 \| Al-Safaa \| Al-Safaa \| \| \| 60,0 \| Al-Wadi \| Al-Wadi \| \| \| 38,5 \| Al-Hidab \| Al-Hidab \| \| \| 20,5 \| Al-Ataa \| Al-Ataa \| \| \| \| von Bagdad \| \| \| \| 0,0 \| Haditha \| Haditha \| \| \| \| nach Akaschat \| \| \| \| \| \| \| \| Quellen: [1] \| \| \| \| |                      |                     |                     |
| Kopfbahnhof Streckenanfang (Strecke außer Betrieb) | 252,1                | Kirkuk              | Kirkuk              |
| Dienststation / Betriebs- oder Güterbahnhof (Strecke außer Betrieb) | 245,0                | Kirkuk Güterbahnhof | Kirkuk Güterbahnhof |
| Bahnhof (Strecke außer Betrieb) | 235,7                | Al-Thawra           | Al-Thawra           |
| Bahnhof (Strecke außer Betrieb) | 223,0                | Abu Gasah           | Abu Gasah           |
| Bahnhof (Strecke außer Betrieb) | 203,7                | Riyadh              | Riyadh              |
| Bahnhof (Strecke außer Betrieb) | 187,0                | Al-Maraei           | Al-Maraei           |
| Brücke über Wasserlauf (Strecke außer Betrieb) |                      | Tigris (zerstört)   | Tigris (zerstört)   |
| Betriebs-/Güterbahnhof Strecke bis hier außer Betrieb | 158,0                | Fatha               | Fatha               |
| Abzweig geradeaus und von rechts |                      | von Konya           | von Konya           |
| Bahnhof | 145,0                | Baidschi            | Baidschi            |
| Abzweig geradeaus und nach links |                      | nach Bagdad         | nach Bagdad         |
| Bahnhof | 122,3                | Al-Seiniya          | Al-Seiniya          |
| Bahnhof | 97,0                 | Al-Tharthar         | Al-Tharthar         |
| Brücke über Wasserlauf |                      | Wadi Al-Tharthar    | Wadi Al-Tharthar    |
| Bahnhof | 80,0                 | Al-Safaa            | Al-Safaa            |
| Bahnhof | 60,0                 | Al-Wadi             | Al-Wadi             |
| Bahnhof | 38,5                 | Al-Hidab            | Al-Hidab            |
| Bahnhof | 20,5                 | Al-Ataa             | Al-Ataa             |
| Abzweig geradeaus und von links |                      | von Bagdad          | von Bagdad          |
| Bahnhof | 0,0                  | Haditha             | Haditha             |
| |                      | nach Akaschat       |                     |
| |                      |                     |                     |
| Quellen: |                      |                     |                     |

Die Bahnstrecke Haditha–Kirkuk (auch: Transversalstrecke) ist eine Bahnstrecke im Irak, die im Netz der Iraqi Republic Railways (IRR) die Streckennummer 4 trägt. Sie ist nur noch abschnittweise befahrbar.

## Geografische Lage
Die Strecke quert den Norden des Irak etwa dort, wo das Land die größte Ost-West-Ausdehnung aufweist, von Südwesten in nordöstliche Richtung. Sie verbindet den im Westen des Landes gelegenen Bahnhof Al-Haqlaniya an der Bahnstrecke Bagdad–Akaschat mit dem östlich gelegenen Kirkuk. Dabei kreuzt sie die Bagdadbahn in der Nähe von Baidschi.

## Technische Parameter
Die eingleisige, nicht elektrifizierte Strecke ist – wie das gesamte Netz der IRR – in Normalspur ausgeführt und 252,1 km lang. Die Schienen haben UIC 60-Profil und Schweißverbindungen. Die Achslast beträgt 25 Tonnen. Konzipiert war die Strecke für eine Höchstgeschwindigkeit von 100 km/h. Die Strecke verfügte über das vollautomatische zentral gesteuerte Verkehrsleitsystem Centralized Traffic Control (CTC-System). Parallel zur Strecke verlief eine Telegrafenlinie für die Kommunikation zwischen den Bahnhöfen. An beiden Streckenenden gab es Betriebswerke, in Kirkuk und in Al-Haqlaniya, zudem lag das Ausbesserungswerk in Baidschi in unmittelbarer Nähe der Strecke.

## Geschichte

### Meterspurbahn
Ab der zweiten Hälfte des 19. Jahrhunderts wurde über eine Eisenbahnverbindung nach Kirkuk diskutiert, der Bau einer Strecke Kirkuk–Bagdad(–Haifa) wurde jedoch aufgrund des Ersten Weltkriegs verschoben und erst danach begonnen. Es handelte sich um eine meterspurige Strecke, die in einem Abstand von etwa 60 km parallel zur Bagdadbahn, aber am anderen, linken Ufer des Tigris, verlief. Sie nahm den Betrieb bis Kirkuk im August 1925 auf.

### Normalspurbahn
Nach einer Reihe von Überlegungen fiel die Entscheidung, die Meterspurbahn durch eine Normalspurbahn von Kirkuk Richtung Haditha zu ersetzen und die Verbindung nach Bagdad über einen Anschluss an die Bagdadbahn bei Baidschi herzustellen. Ein Grund für die Wahl dieser Trasse war die dadurch doppelte Anbindung der Ölraffinerie Haditha an das Irakische Eisenbahnnetz.
Der Bau begann am 26. August 1982. Daran beteiligt war auch die deutsche DE-Consult, eine Tochtergesellschaft der Deutschen Bundesbahn. Aufgrund des Iran-Irak-Krieges verzögerte sich die Eröffnung. Sie fand am 7. November 1987 statt. Die Kosten für den Bau der Strecke betrugen 960 Millionen US-Dollar. Kurz darauf, im Mai 1988, wurde die Meterspurbahn, die Kirkuk mit Bagdad verband, geschlossen.
In den vier Kriegen, die der Irak seit 1980 durchlitt und den begleitenden Bürgerkriegen wurde auch die Bahnstrecke Al-Haqlaniya–Kirkuk – wie die gesamte Eisenbahninfrastruktur des Irak, insbesondere nördlich von Bagdad – schwer beschädigt, wie etwa die Brücke über den Tigris. Die Strecke war seitdem außer Betrieb. Den östlichen Streckenzweig zerstörte die US Air Force im Dritten Golfkrieg durch Luftangriffe, wobei 2003 auch die Brücke über den Tigris schwer getroffen wurde. Insbesondere der flächendeckende Vandalismus des Islamischen Staats hat in großem Umfang Infrastruktur und Fahrzeuge in Badschi und dem westlichen Streckenast zerstört.

## Wiederaufbau

### Westlicher Streckenast
Am 5. November 2022 wurde der westliche Streckenast, Baiji–Haqlaniya, von der IRR reaktiviert. Dadurch konnten erstmals wieder Güterzüge zwischen Qa'im und Bagdad verkehren.

### Östlicher Streckenast
Aufgrund des anhaltenden Konflikts zwischen der Zentralregierung in Bagdad und den Separatisten in Erbil wegen der umstrittenen Gebiete im Nordirak, zu denen Kirkuk gehört, gibt es keine Fortschritte bei der Reaktivierung des Streckenastes zwischen Kirkuk und Baidschi.